# Giulio Bobbio
Giulio Bobbio (Novara, 19 aprile 1900 – Novara, 17 marzo 1978) è stato un calciatore italiano, di ruolo attaccante.
Ha detenuto dal 1928 al 2022 il record di reti segnate con la maglia del Savoia, 47 in 57 incontri.

## Carriera
Cresciuto calcisticamente nel Novara, ma senza mai riuscire a scendere in campo, durante il servizio militare svolto a Napoli, su segnalazione di Salvatore Crispino fu ingaggiato dal Savoia di Torre Annunziata. 
Con gli oplontini ha esordito in massima serie (che allora si chiamava Prima Divisione) nella stagione 1921-1922, segnando, in quella stessa annata, quindici reti in nove gare giocate e portando il Savoia al secondo posto nel girone campano, dietro solo alla Puteolana.
Nella stagione 1922-1923, trascinò il Savoia alla finale della categoria di vertice dei gironi meridionali, gestita talvolta dalla Lega Sud, grazie alle sue reti, dove però perse contro la Lazio (3-3 all'andata e 1-4 al ritorno).

Nel 1923-1924, con le sue 15 reti trascinò nuovamente il Savoia fino all'atto della finale del campionato di Lega Sud: questa volta la squadra si laureò vincitrice, per l’edizione 1923-1924; in questo modo, il Savoia riuscì a qualificarsi alla finalissima nazionale contro il Genoa (la squadra che fino a quel momento aveva vinto il maggior numero di scudetti, otto), detentore del campionato dei gironi settentrionali, organizzato invece dalla Lega Nord. Il Savoia la perse con due reti di scarto (1-3 a Genova, il gol campano segnato da Bobbio, e 1-1 a Torre Annunziata).

Nell'anno 1924-1925, Bobbio segnò quattro reti nel campionato centro-meridionale e il Savoia fu eliminato alle semifinali interregionali.
Nell'estate 1925 il Savoia non si iscrisse al massimo livello del campionato italiano di calcio e Bobbio dovette cambiare squadra, accettando l'offerta del Palermo.

Nel 1926-1927 Bobbio giocò nel Napoli come riserva, disputando 4 partite, tenutesi tutte nel novembre 1926 e non riuscendo a segnare alcuna rete. Il Napoli terminò ultimo il proprio girone della Divisione Nazionale e sarebbe dovuto retrocedere, ma la FIGC lo ripescò.

Nell'estate 1927 Bobbio ritornò al Savoia, che era stato appena promosso in Prima Divisione (l'equivalente della Serie B odierna).

Il campionato 1927-1928 fu disastroso per la formazione oplontina, che si ritirò dal torneo dopo 11 giornate (su 14) per problemi economici, arrivò penultima (venendo penalizzata anche di tre punti) e non riuscì a iscriversi al torneo successivo. Malgrado ciò, Bobbio mise a segno 5 reti in 4 gare, di cui una alla Fiorentina, due al Foggia, una al Tivoli e all'Ideale Bari.
Nel 1928 passò alla Palmese di Palma Campania. Terminò la carriera nel Campobasso nella stagione 1930-1931.

Ritiratosi dall'attività agonistica, ritornò a Novara, dove aprì un'edicola per giornali nel Borgo S. Andrea.

## Statistiche

### Presenze e reti nei club
| Stagione        | Squadra         | Campionato      | Campionato | Campionato | Coppe nazionali | Coppe nazionali | Coppe nazionali | Altre coppe | Altre coppe | Altre coppe | Totale | Totale |
| Stagione        | Squadra         | Comp            | Pres       | Reti       | Comp            | Pres            | Reti            | Comp        | Pres        | Reti        | Pres   | Reti   |
| --------------- | --------------- | --------------- | ---------- | ---------- | --------------- | --------------- | --------------- | ----------- | ----------- | ----------- | ------ | ------ |
| 1919-1920       | Novara          | PC              | 0          | 0          |                 |                 |                 |             |             |             | 0      | 0      |
| 1920-1921       | Novara          | PC              | 0          | 0          |                 |                 |                 |             |             |             | 0      | 0      |
| Totale Novara   | Totale Novara   | Totale Novara   | 0          | 0          |                 |                 |                 |             |             |             | 0      | 0      |
| 1921-1922       | Savoia          | PD              | 9          | 15         |                 |                 |                 |             |             |             | 9      | 15     |
| 1922-1923       | Savoia          | PD              | 13         | 8          |                 |                 |                 |             |             |             | 13     | 8      |
| 1923-1924       | Savoia          | PD              | 20         | 15         |                 |                 |                 |             |             |             | 20     | 15     |
| 1924-1925       | Savoia          | PD              | 12         | 4          |                 |                 |                 |             |             |             | 12     | 4      |
| 1925-1926       | Palermo         | PD              | 7          | 0          |                 |                 |                 |             |             |             | 7      | 0      |
| 1926-1927       | Napoli          | DN              | 4          | 0          |                 |                 |                 | Coppa CONI  | 0           | 0           | 4      | 0      |
| 1927-1928       | Savoia          | PD              | 5+         | 5+         |                 |                 |                 |             |             |             | 5+     | 5+     |
| Totale Savoia   | Totale Savoia   | Totale Savoia   | 59+        | 47+        |                 |                 |                 |             |             |             | 59+    | 47+    |
| 1928-1930       | Palmese         | TD              | 1+         | 1+         |                 |                 |                 |             |             |             | 1+     | 1+     |
| 1930-1931       | Campobasso      | SD              | ?          | ?          |                 |                 |                 |             |             |             | ?      | ?      |
| Totale carriera | Totale carriera | Totale carriera | 71+        | 48+        |                 |                 |                 |             |             |             | 71+    | 48+    |

## Palmarès

### Club

#### Competizioni nazionali
- Campionato dell'Italia Centro Meridionale: 1

Savoia: 1923-24